# Ashland (Kentucky)
Ashland es una ciudad del estado de Kentucky en Estados Unidos. Cuenta con una población aproximada de 21,981 habitantes, según el censo del año 2000.

## Geografía

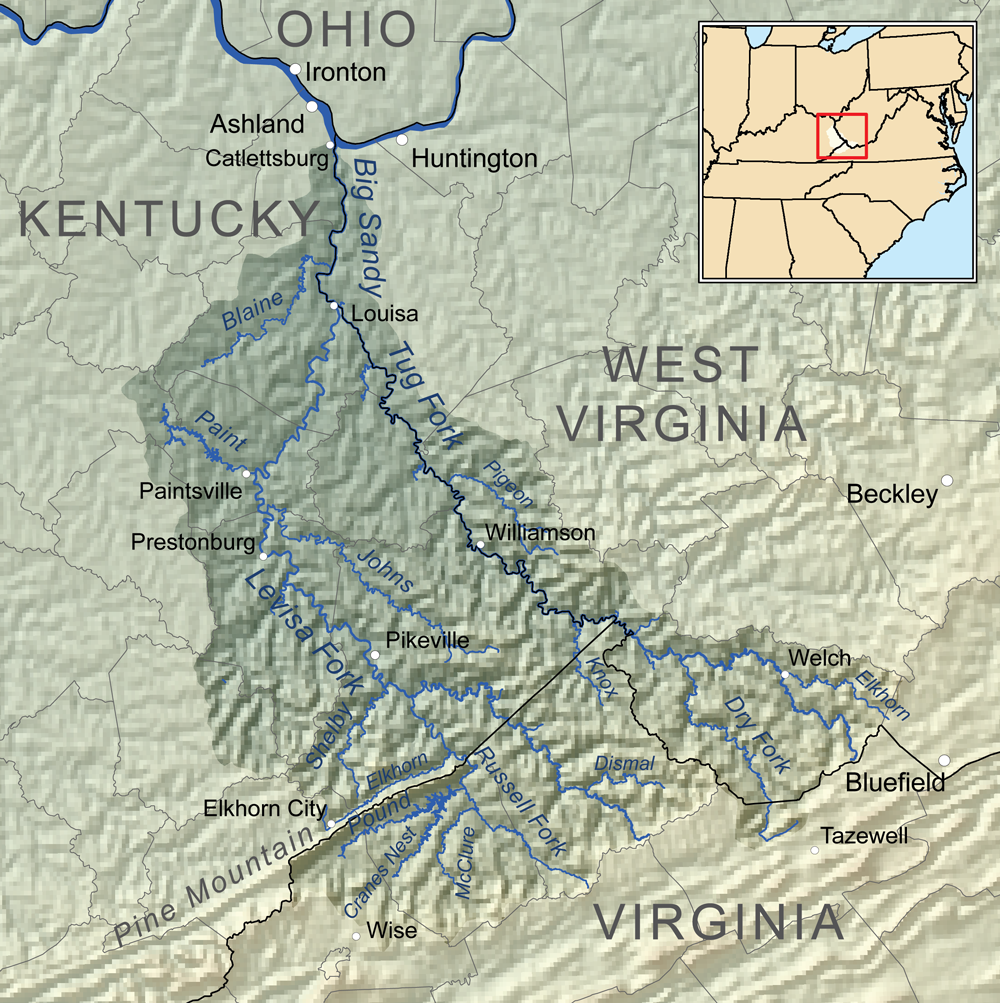
Mapa del río Big Sandy en el que aparece arriba Ashland

Se encuentra en las coordenadas 38°27′50″N 82°38′30″O / 38.46389, -82.64167 a la orilla sur del río Ohio que la separa de Ohio, y tiene una superficie aproximada de 31,6 km².

## Historia
Los orígenes de Ashland se remontan a la migración de la familia Poage desde el valle de Shenandoah a través de Cumberland Gap en 1786. Levantaron una granja junto al río Ohio y la llamaron Poage's Landing. [La comunidad que se desarrolló a su alrededor, también llamada Poage Settlement, siguió siendo un asunto familiar hasta mediados del siglo XIX. En 1854, el nombre de la ciudad se cambió a Ashland, en honor a la finca de Henry Clay en Lexington y para reflejar la creciente base industrial de la ciudad. El temprano crecimiento industrial de la ciudad fue el resultado de la industria del arrabio del valle del Ohio y, en particular, de la constitución en 1854 de la Kentucky Iron, Coal, and Manufacturing Company por parte de la Asamblea General de Kentucky. La ciudad fue incorporada formalmente por la Asamblea General dos años más tarde, en 1856. Entre los principales empleadores industriales de la primera mitad del siglo XX se encontraban Armco, Ashland Oil and Refining Company, el ferrocarril C&O, Allied Chemical & Dye Company's Semet Solvay y Mansbach Steel.